# Carlina

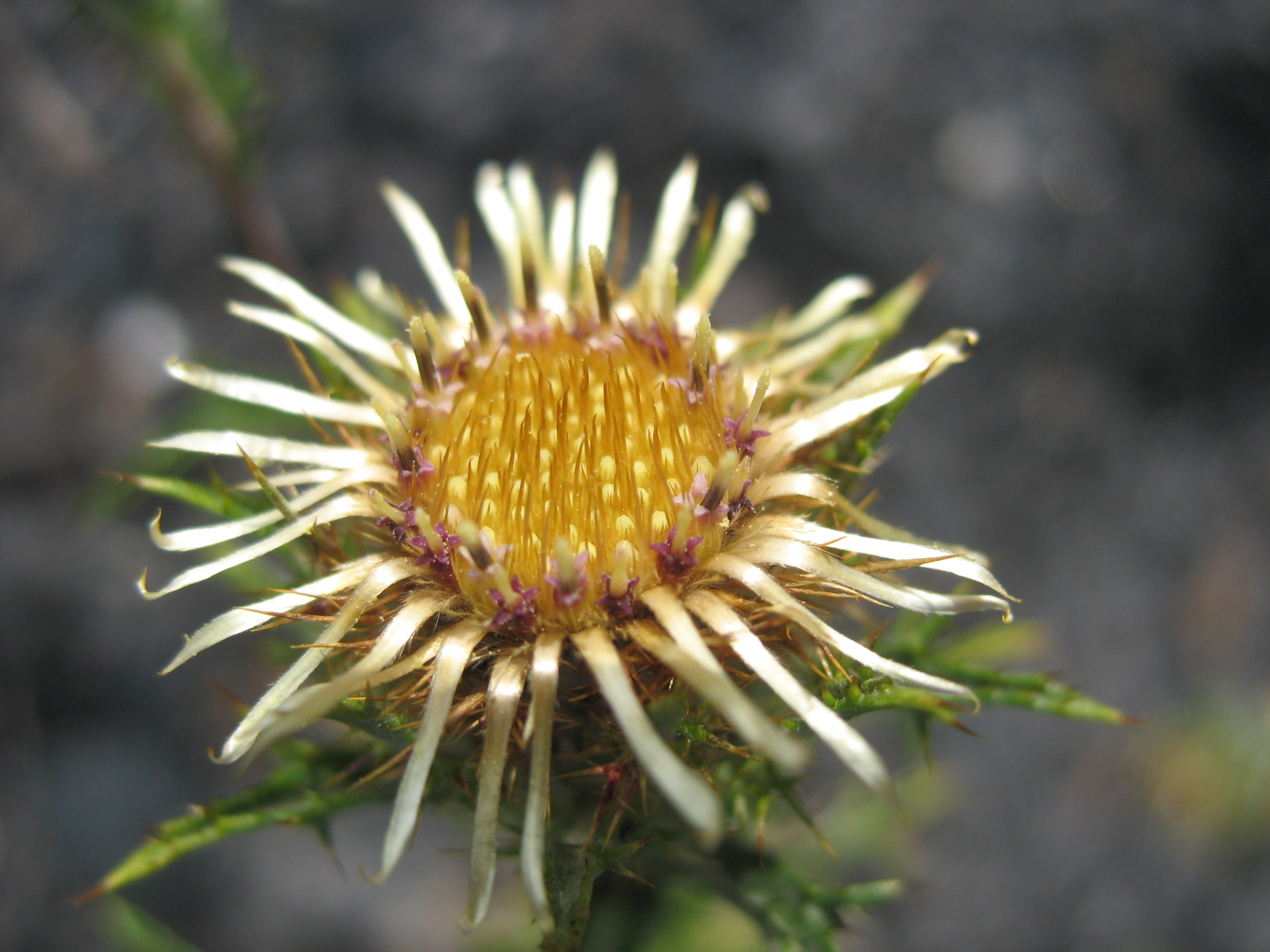
Carlina vulgaris, donde se aprecian las brácteas internas patentes y largas parecidas a lígulas, con las cuales se confunden a primera vista, y que es una de las principales características del género

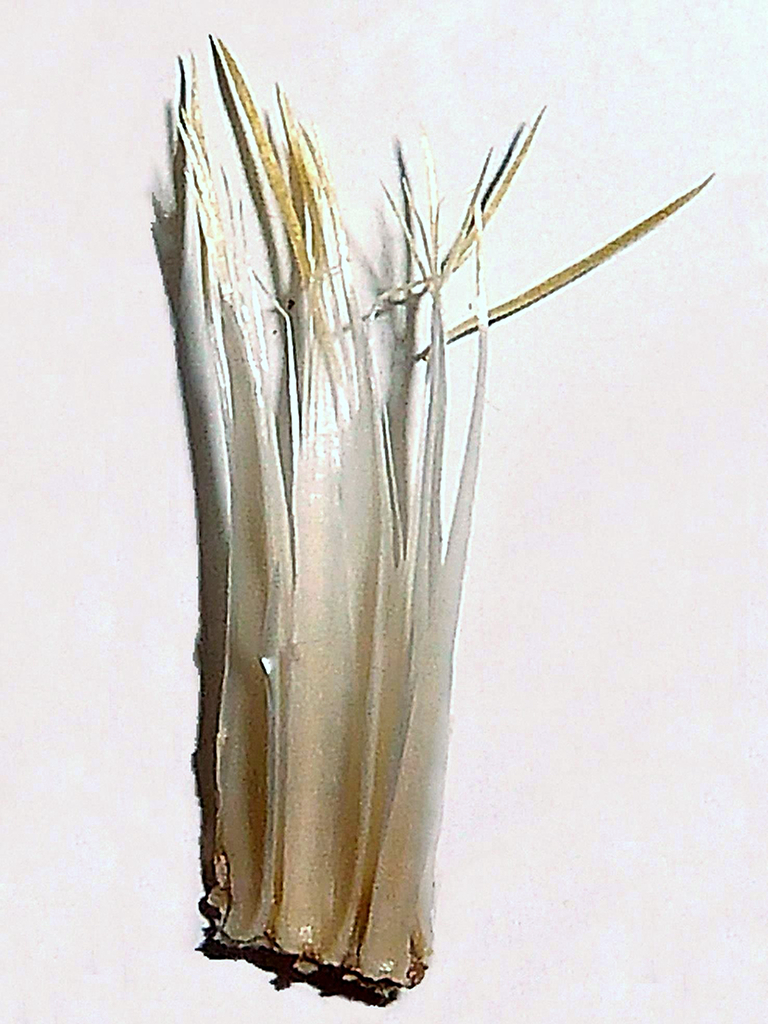
Carlina corymbosa: un ejemplo de páleas acanaladas y laceradas.

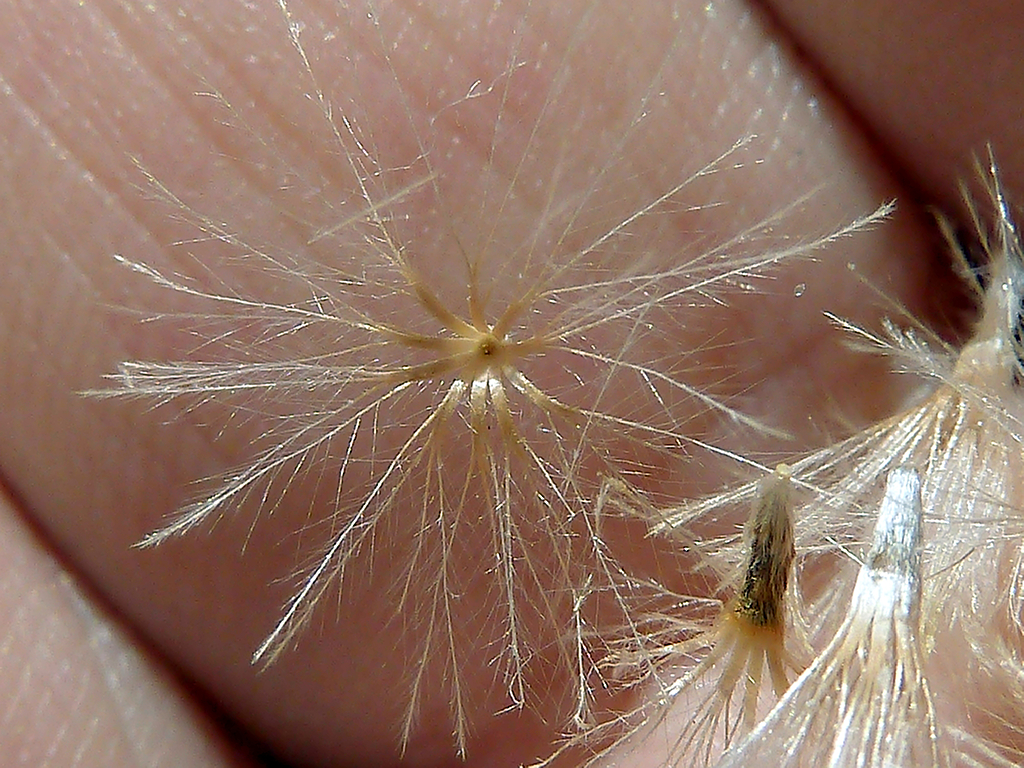
Un ejemplo de cipselas sueltas, de cuerpo densamente seríceo y vilano con una fila de cerdas plumosas fusionadas en fascículos por sus bases, en Carlina corymbosa

Carlina es un género con 34 especies aceptadas - 162 descritas  - de plantas herbáceas de la familia Asteraceae.

## Descripción
Son plantas herbáceas anuales, bienales o perennes parecidas a los cardos en sus hojas caulinares et brácteas involucrales externas. Una de las características esenciales y diferenciales del género reside en las brácteas las más internas del involucro, que son coriáceas, afiladas, mucho más largas que los flósculos, a menudo de color vivo, o blanco a amarillento, por lo cual se pueden confundir a primera vista con lígulas. Los flósculos son homomorfos con 4-6 lóbulos, amarillos, purpúreos o rosados. El receptáculo es plano, alveolado, con páleas laceradas, más o menos soldadas en su mitad basal, con cipselas homomorfas cilíndricas/fusiformes muy vellosas - con largos pelos erectos y aplicados - y con un vilano de 1-2 filas de pelos plumosos soldados entre sí en grupos de 3-10 caedizo en bloque junto con la placa apical que es plana, de borde entero y con nectario central persistente.

## Distribución
Género nativo en la mayor parte de Europa, región mediterránea, suroeste de Asia y Macaronesia. Introducido en el Noreste de Estados Unidos. 2 especies endémicas en China.

## Taxonomía
El género fue descrito por Carlos Linneo y publicado en Species Plantarum, vol. 2, p. 828–829, 1753. La especie tipo es Carlina vulgaris.
Etimología
Carlina: nombre genérico (propuesto en el siglo XIV por el botánico Andrea Cesalpino y utilizada por Rembert Dodoens (1518-1585), médico y botánico flamenco) parece derivar de Carlomagno que llegó a utilizar la planta más representativa del género ( Carlina acaulis ) como medicina durante una plaga de sus tropas cerca de Roma (la información la tuvo por la visión de un ángel). Esta historia o leyenda se transmite por uno de los herboristas más antiguos: Jacob Theodor de Bergzabern (latinizado Tabernaemontanus).
En otros textos, se supone que el nombre deriva de la palabra carduncolos (diminutivo de cardo = "cardinal" o "cardo pequeño") y, finalmente, por Carlos V de España (este último por Linnaeus). De hecho, hay una cierta similitud con las plantas del género "Cardo" ( Asteraceae ).

## Especies aceptadas
| - Carlina acanthifolia All. - Carlina acaulis L. - Carlina atlantica Pomel - Carlina balfouris Sennen - Carlina barnebiana B.L.Burtt & P.H.Davis - Carlina biebersteinii Bernh. ex Hornem. - Carlina brachylepis (Batt.) Meusel & Kästner - Carlina canariensis Pit. - Carlina comosa (Spreng.) Greuter - Carlina corymbosa L. - Carlina curetum Heldr. - Carlina diae (Rech.f.) Meusel & Kästner - Carlina frigida Boiss. & Heldr. - Carlina graeca Heldr. & Sart. - Carlina guittonneaui Dobignard - Carlina gummifera (L.) Less. - Carlina hispanica Lam. | - Carlina involucrata Poir. - Carlina kurdica Meusel & Kästner - Carlina lanata L. - Carlina libanotica Boiss. - Carlina macrocephala Moris - Carlina macrophylla (Desf.) DC. - Carlina nebrodensis Guss. ex DC. - Carlina oligocephala Boiss. & Kotschy - Carlina pygmaea (Post) Holmboe - Carlina racemosa L. - cardo de la uva - Carlina salicifolia (L.f.) Cav. - Carlina sicula Ten. - Carlina sitiensis Rech.f. - Carlina tragacanthifolia Klatt - Carlina vayredrae Gaut. - Carlina vulgaris L. - Carlina xeranthemoides L.f. |

En España están presentes solamente las 17 siguientes especies y taxones infraespecíficos: C. acanthifolia, C. acanthifolia subsp. cynara, C. acaulis,C. acaulis subsp. caulescens, C. canariensis  (solo en las Islas Canarias), C. corymbosa, C. falcata (solo en las Islas Canarias), C. gummifera, C. hispanica, C.hispanica subsp. hispanica, C. hispanica subsp. major, C. lanata, Carlina racemosa, Carlina salicifolia  (solo en las Islas Canarias), Carlina texedae, Carlina vulgaris (solo en la mitad septentrional), Carlina xeranthemoides